# Реймер, Дэвид
Дэ́вид Ре́ймер (Ра́ймер; англ. David Reimer, имя при рождении — Брюс, англ. Bruce, после операции — Бре́нда, англ. Brenda; 22 августа 1965, Виннипег — 5 мая 2004, Оттава) — канадец, родившийся мужчиной, однако из-за потери в детском возрасте пениса воспитывавшийся как женщина. Впоследствии вернулся к генетически-определённой гендерной идентичности, перенеся при этом операцию по восстановлению половых органов и гормональную терапию. Случай Дэвида Реймера часто используется как основание для критики теории формирования гендера, утверждающей, что на последний влияет гендерная социализация детей.

## Биография

Бренда Реймер. Начало 1970-х годов

Дэвид Реймер был одним из близнецов, родившихся в канадской семье Джанет и Рональда Реймеров. При рождении ему было дано имя Брюс, брата назвали Брайаном.
Когда Брюсу было 7 месяцев, из-за проблем с мочеиспусканием, связанных с фимозом, ему было назначено обрезание. Операция, которую решено было провести путём электрохирургии, прошла неудачно. Пенис мальчика был сильно повреждён и не подлежал восстановлению. Шокированные происшествием родители стали искать помощи. Год спустя они увидели телепередачу, посвящённую интерсекс-проблемам  и транс-проблемам, в которой выступал профессор Университета Джонса Хопкинса — психолог Джон Мани. Доктор Мани утверждал, что развитие детей, прошедших операцию по смене пола и воспитывающихся согласно соответствующей гендерной модели, протекает нормально, они хорошо адаптируются к новому гендеру и ощущают себя счастливыми. Реймеры обратились к Мани, и тот посоветовал им растить ребёнка как девочку и провести операцию по удалению половых желёз и остатков пениса. Родители согласились с советом врача, ребёнку было дано женское имя — Бренда.
Случай Дэвида Реймера, получивший в научных кругах название «Джон/Джоан», стал широко известен. При этом наличие у Дэвида брата-близнеца создавало идеальные условия для валидизации результатов исследования его развития. Этот случай также популяризировался в СМИ, как доказывающий культурную, а не генетическую определённость понятий мужественность и женственность. Последнее утверждение использовалось и некоторыми феминистками.
Однако сам Дэвид не считал себя девочкой, с восьми-девяти лет демонстрируя поведение, характерное для мальчиков: в качестве игрушек он предпочитал ружья и машинки, ввязывался в школьные драки, отказывался мочиться сидя и т. п. Из-за этого ребёнок подвергался насмешкам со стороны сверстников, отчего часто страдал депрессиями. Кроме того, внешность и фигура Дэвида-Бренды сохраняли мужеподобность.
Когда Дэвид достиг подросткового возраста, он должен был пройти последнюю хирургическую процедуру — операцию по созданию искусственной вагины. Однако от операции он отказался. Тогда же отец Реймера открыл ему правду. Дэвид предпринял три неудачных попытки суицида, последняя из которых на некоторое время ввела его в кому. После этого Дэвид решил вести образ жизни, соответствующий его принадлежности к мужскому полу. Он снова прошёл через гормональную терапию и перенёс операцию по восстановлению первичных мужских половых признаков. Реймер женился и усыновил троих детей.
История Дэвида Реймера стала известна широкой публике в 2000 году с выходом книги Джона Колапинто «Таким его сделала природа: мальчик, которого вырастили как девочку» (англ. As Nature Made Him: The Boy Who Was Raised as a Girl). Тем не менее, новый образ жизни не решил психологических проблем Дэвида. После смерти брата, вызванной передозировкой антидепрессантов, он впал в депрессию, потерял работу и расстался с женой. В возрасте 38 лет Дэвид Реймер покончил жизнь самоубийством, выстрелив себе в голову из обрезанного ружья.